# Punt singular d'una varietat algebraica
En l'àmbit matemàtic de la geometria algebraica, un punt singular d'una varietat algebraica V és un punt P tal que, en aquest punt, l'espai tangent a la varietat algebraica no està definit de forma regular. Un punt d'una varietat algebraica que no és singular s'anomena punt regular. Es diu que una varietat algebraica sense punts singulars és no-singular o suau.
Per exemple, la corba algebraica del pla (una corba cúbica) d'equació y² - x²(x + 1) = 0, representada a la imatge: es talla amb si mateixa a l'origen (0,0) i, per tant, l'origen és un punt doble de la corba. És un punt singular perquè no s'hi pot definir correctament una sola tangent.

Gràfic de la funció y² - x²(x + 1) = 0

En general, donada una corba plana definida per una equació implícita F(x,y) = 0, on F és una funció contínuament diferenciable, es diu que la corba és singular a un punt si la sèrie de Taylor de F té ordre almenys 2 a aquest punt.
La raó per aquesta definició és que, en càlcul diferencial, la tangent al punt (x0, y0) d'una tal corba està definida per l'equació
{\displaystyle (x-x_{0})F'_{x}(x_{0},y_{0})+(y-y_{0})F'_{y}(x_{0},y_{0}),}
on el terme de l'esquerra és el terme de grau 1 de l'expansió de Taylor. Per tant, si aquest terme és zero, la tangent pot no estar definida en el sentit habitual, o bé perquè no existeix, o bé perquè cal donar-ne una definició especial.
Per a una hipersuperfície en general F(x, y, z, ...) = 0, els punts singulars són aquells per als quals s'anul·len totes les derivades parcials. Si es defineix una varietat algebraica en general com els zeros comuns de diversos polinomis, la condició que un punt P de V sigui singular es tradueix en verificar que la matriu jacobiana de les derivades parcials de primer ordre tingui rang menor que el rang a altres punts de la varietat algebraica.
Els punts de V que no són singulars s'anomenen no-singulars o regulars. Es pot demostrar que la majoria de punts són no-singulars, en el sentit que els punts no-singulars formen un conjunt obert i no buit.
En el cas d'una varietat algebraica real (és a dir, el conjunt de punts amb coordenades reals d'una varietat definida per polinomis a coeficients reals), la varietat algebraica és una varietat al voltant de qualsevol punt regular. Però cal notar que una varietat algebraica real pot ser una varietat i tot i així tenir punts singulars. Per exemple, l'equació {\displaystyle y^{3}+2x^{2}y-x^{4}=0} defineix una varietat analítica real, però té un punt singular a l'origen. Aquest fet es pot explicar veient que la corba té dues ramificacions complexes conjugades que tallen la branca real a l'origen.

## Punts singulars de funcions contínuament diferenciables
Com que la noció de punt singular és una propietat purament local, la definició que hem vist es pot ampliar per tal de donar cobertura a un cas més general, el de les funcions contínuament diferenciables (funcions de M en Rn tals que existeixen totes les seves derivades). L'anàlisi d'aquests punts singulars es pot reduir al cas de les varietats algebraiques, tot prenent els jets de la funció. El k-jet és la sèrie de Taylor de la funció, truncada fins al grau k i eliminant el terme constant.

## Nodes
En geometria algebraica clàssica, alguns punts singulars també s'anomenen nodes. Un node és un punt singular on la matriu hessiana és no-singular. Això implica que el punt singular té multiplicitat 2 i el con tangent és no-singular fora del seu vèrtex.